# Superbike-világbajnokság
A Superbike-világbajnokság (SBK) a MotoGP-hez hasonlóan egy gyorsasági motorokkal rendezett világbajnokság.
Superbike-világbajnokság (más néven WorldSBK, SBK, World Superbike, WSB vagy WSBK) egy sziluett versenysorozat, amely erősen módosított, sorozatgyártású sportmotorokon alapul.
A bajnokságot 1988-ban alapították. Minden fordulón két teljes verseny zajlik, és 2019-től egy további tízkörös sprintverseny, az úgynevezett Superpole-verseny is része a programnak. A bajnokságban versenyző motorok a kereskedelmi forgalomban kapható motorok átalakított változatai, szemben a MotoGP-vel, ahol kifejezetten versenyzésre tervezett motorkerékpárokat használnak. Míg a MotoGP a Forma-1-hez, a Superbike inkább a túraautóversenyzéshez hasonlítható.
Európa a Superbike Világbajnokság hagyományos központja és vezető piaca. Ugyanakkor fordulókat rendeztek már az Egyesült Államokban, Malajziában, Új-Zélandon, Kanadában, Japánban, Argentínában, Ausztráliában, Oroszországban, Katarban, Thaiföldön és Dél-Afrikában is, és a sorozat tervezi, hogy a jövőben is megtartja a Európán kívüli versenypályákat.
A bajnokságot a FIM (Fédération Internationale de Motocyclisme), azaz a Nemzetközi Motorkerékpáros Szövetség szabályozza, amely a motorkerékpárversenyzés nemzetközi irányító szervezete. 2025-től a bajnokságot a Liberty Media szervezi, annak leányvállalatán, a Dornán keresztül.

## Fontosabb szabályok
Hosszas hezitálás után a FIM végül a következő szabályokat hozta a 2008-as évtől a Superbike VB-n.

### Hengerűrtartalom
2 hengeres motorok: 850-1200 köbcenti
3 hengeres motorok: 750-1000 köbcenti
4 hengeres motorok: 750-1000 köbcenti

### Minimum súly
- 2 hengeres motorok: 168 kg
- 4 hengeres motorok: 162 kg A kéthengeresek minimum súlyára vonatkozó szabályokon, ha szükséges változhatnak a bajnokság alatt, +-3kg-onként változtatva maximum 171 vagy minimum 162 kg-ig.

### Tuning
A kéthengeresekre ugyanazok a tuningolási szabályok vonatkoznak, mint a négyhengeresekre, kivéve, hogy a kéthengereseknél a hajtókarnak gyárinak kell lennie.

### Levegő szűkítés
Csak a kéthengeres motorokat kell légszűkítővel ellátni. Kezdetben 50mm-es kör átmérőnek megfelelő lehet a beömlő. A szezon alatt ezt is változtathatják +-2 mm-el, min. 46 mm-ig, illetve el is törölhetik ezt a szabályt.

### Homologizáció
2008 és 2009-ben minimum 1000 darabot kell gyártani abból a típusból, amivel a gyárak a Superbike VB-n akarnak indulni. 2010-től ez a szám 3000-re emelkedik.

## Pontrendszer
| Helyezés | 1. | 2. | 3. | 4. | 5. | 6. | 7. | 8. | 9. | 10. | 11. | 12. | 13. | 14. | 15. |
| Pont     | 25 | 20 | 16 | 13 | 11 | 10 | 9  | 8  | 7  | 6   | 5   | 4   | 3   | 2   | 1   |

## Lebonyolítása
- Péntek

- - szabadedzés (50 perc)
  - szabadedzés (50 perc)

- Szombat

- - 3. szabadedzés (30 perc)
  - Superpole időmérő (25 perc) - Meghatározza a rajtsorrendet az 1. futamra és a Superpole versenyre.
  - 1. futam

- Vasárnap

- - Bemelegítő edzés (15 perc)
  - Superpole verseny
  - Tízkörös sprintverseny (Az első 9 helyezett rajtsorrendje a 2. futamra ezen verseny alapján dől el; a 10. helytől hátrafelé a szombati Superpole eredménye számít)
  - 2. futam

## Bajnokok
| Év   | Bajnok              | Motor                   | Győzelmek | Második | Harmadik |
| ---- | ------------------- | ----------------------- | --------- | ------- | -------- |
| 1988 | Fred Merkel         | Honda RC30              | 2         | 2       | 1        |
| 1989 | Fred Merkel         | Honda RC30              | 3         | 2       | 5        |
| 1990 | Raymond Roche       | Ducati 851              | 8         | 7       | 2        |
| 1991 | Doug Polen          | Ducati 888              | 17        | 4       |          |
| 1992 | Doug Polen          | Ducati 888              | 9         | 4       | 2        |
| 1993 | Scott Russell       | Kawasaki Ninja ZX-7RR   | 5         | 12      | 1        |
| 1994 | Carl Fogarty        | Ducati 916              | 10        | 4       |          |
| 1995 | Carl Fogarty        | Ducati 916              | 13        | 6       |          |
| 1996 | Troy Corser         | Ducati 916              | 7         | 5       | 1        |
| 1997 | John Kocinski       | Honda RC45              | 9         | 4       | 4        |
| 1998 | Carl Fogarty        | Ducati 916              | 3         | 6       | 5        |
| 1999 | Carl Fogarty        | Ducati 996              | 11        | 6       | 2        |
| 2000 | Colin Edwards       | Honda VTR1000 SP/RC51   | 8         | 2       | 1        |
| 2001 | Troy Bayliss        | Ducati 996R             | 6         | 6       | 3        |
| 2002 | Colin Edwards       | Honda VTR1000 SP-2/RC51 | 11        | 10      | 4        |
| 2003 | Neil Hodgson        | Ducati 999F03           | 13        | 7       |          |
| 2004 | James Toseland      | Ducati 999F04           | 3         | 9       | 2        |
| 2005 | Troy Corser         | Suzuki GSX-R1000 K5     | 8         | 5       | 5        |
| 2006 | Troy Bayliss        | Ducati 999F06           | 12        | 3       | 1        |
| 2007 | James Toseland      | Honda CBR1000RR         | 8         | 5       | 1        |
| 2008 | Troy Bayliss        | Ducati 1098 F08         | 11        | 4       | 4        |
| 2009 | Ben Spies           | Yamaha YZF-R1           | 14        | 2       | 1        |
| 2010 | Max Biaggi          | Aprilia RSV4            | 10        | 2       | 2        |
| 2011 | Carlos Checa        | Ducati 1098R            | 15        |         | 6        |
| 2012 | Max Biaggi          | Aprilia RSV4 Factory    | 5         | 2       | 4        |
| 2013 | Tom Sykes           | Kawasaki ZX-10R         | 9         | 4       | 5        |
| 2014 | Sylvain Guintoli    | Aprilia RSV4 Factory    | 5         | 8       | 3        |
| 2015 | Jonathan Rea        | Kawasaki ZX-10R         | 14        | 7       | 2        |
| 2016 | Jonathan Rea        | Kawasaki ZX-10R         | 9         | 9       | 5        |
| 2017 | Jonathan Rea        | Kawasaki ZX-10RR        | 16        | 7       | 1        |
| 2018 | Jonathan Rea        | Kawasaki ZX-10RR        | 17        | 4       | 1        |
| 2019 | Jonathan Rea        | Kawasaki ZX-10RR        | 17        | 16      | 1        |
| 2020 | Jonathan Rea        | Kawasaki ZX-10RR        | 11        | 5       | 1        |
| 2021 | Toprak Razgatlıoğlu | Yamaha YZF-R1           | 13        | 9       | 7        |
| 2022 | Álvaro Bautista     | Ducati Panigale V4      | 16        | 12      | 3        |
| 2023 | Álvaro Bautista     | Ducati Panigale V4      | 27        | 3       | 1        |
| 2024 | Toprak Razgatlıoğlu | BMW M1000RR             | 18        | 7       | 2        |